# مردم ناوا
مردم ناوا (اسپانیایی: Los Nahuas‎، ناهواتل: Nahuah)، یا سابقا مردم آزتِک گروه و جماعتی از بومی‌های مکزیک و السالوادور هستند، مردم ناوا از بزرگترین گروه بومیان مکزیک و دومین گروه بزرگ از بومیان السالوادور محسوب می‌گردد. زبان‌های آنها زبان ناواتل و زبان اسپانیایی است.

## واژه‌شناسی
واژه ناوا از واژه nāhua- در زبان ناهواتل «ناوا» ([ˈnaːwa-]) آمده و به معنی «فصیح»، «قابل فهم»، یا «واضح» می باشد. از این واژه مشتقات دیگری چون فعل «ناواتی» (nāhuat(i) [ˈnaːwat(i)])، به معنای «واضح و با فصاحت حرف زدن»، و اسم «ناواتل» (nāhuatl [ˈnaːwat͡ɬ]) به معنی «چیزی که صدایی واضح و فصیح دارد» یا «کسی که به طور فصیح و واضح حرف می زند» را دارد. در زبان ناواتل، «ناواتْل» (nāhuatl) مفرد بوده، و «ناواء» (nāhuah) جمع می باشد.
واژه مشتق دیگر نیز، «ناواتْلاکاتْل» (Nāhuatlācatl، [naːwaˈt͡ɬaːkat͡ɬ]) به معنی «شخص ناواتل زبان» و «ناواتْلاکاء» (Nāhuatlācah، [naːwaˈt͡ɬaːkaʔ]) به معنی «مردم ناواتل زبان» است.
این که چرا در رسم الخط لاتین، این واژه به صورت «Nahua» نوشته می شود، بر می گردد به قرن ۱۶ میلادی ‌و رسم الخط اسپانیایی در آن زمان. در آن زمان، پس از تسخیر امپراتوری آزتک و تلاش اسپانیاییها در ترویج مسیحیت بود که آنها را به سوی طراحی و استاندارد سازی رسم الخطی برای مردم بومی ناوا، بر اساس رسم الخط اسپانیانیی سوق داد. تلفظ صحیح واژه «ناوا» می باشد. اما در اسپانیایی آن زمان، حرف لاتین «w» کاربرد نداشت‌، و امروزه نیز جز در وام‌واژه‌های اروپایی، کاربرد ندارد. در اسپانیایی همینطور، حرف «h» صامت است (و این حرف «j» است که صدایی معادل «ه، ح، خ» می دهد). به همین دلیل، در رسم الخط ناواتل، از ترکیب «hu»  برای نوشتن صدای «و» استفاده شد.
مردم ناوا همینطور در طول تاریخ با عنوان «آزتک» شناخته می شده‌اند. این واژه اشاره به خانه افسانه‌ای مشترک مردم ناوا، با نام ازتلان دارد. این نام امروزه کمتر به این صورت استفاده می شود و تنها به امپراتوری تاریخی آزتک دارد.
از دیگر نام‌های مورد استفاده برای اشاره به مردم ناوا،‌ «مردم مکزیکی» می باشد. این واژه در زبان ناواتل، به شکل «مِشیئکاتْل» (Mēxihcatl، [meːˈʃiʔkat͡ɬ]) برای «شخص مکزیکی»، و «مِشیئکاء» (Mēxihcah، [meːˈʃiʔkaʔ]) برای «مردمان مکزیکی» می باشد.  این واژه به شکل «مِهیکانو» و «مِهیکانا» (مذکر و مونث)(اسپانیایی: Mexicano(s), Mexicana(s)‎، تلفظ اسپانیایی: [mexiˈkano(s)]( وارد زبان اسپانیایی شده و به صورت «مکزیکی» وارد زبان فارسی.